# Vojtěch Kyncl
Vojtěch Kyncl (* 5. dubna 1983 Chrudim) je český historik se zaměřením na dějiny 20. století.

## Životopis
V letech 2002–2007 vystudoval obory germanistika/historie na Pedagogické fakultě Jihočeské univerzity v Českých Budějovicích, kde také v roce 2008 obhájil rigorózní práci Ležáky. Obyčejná vesnice, Silver A a pardubické gestapo v zrcadle heydrichiády. Současně začal studovat na Filozofické fakultě JČU doktorát, který ukončil roku 2011 na Filozofické fakultě Univerzity Pardubice obhajobou disertační práce Nacistický teror druhého stanného práva. Zúčastnil se též studijních a stipendijních pobytů v Jeně, Berlíně, Pasově, Dublinu a Torontu.
Působí v Historickém ústavu Akademie věd ČR jako vědecký pracovník v oddělení 20. století, vyučuje též na několika fakultách Univerzity Karlovy. Badatelsky se zaměřuje na dějiny nacismu, druhou světovou válku i na poválečné dopady nacistické doby. Za svoji práci získal řadu ocenění – v roce 2013 získal prémii Otto Wichterleho AV ČR a tentýž rok obdržel za knihu Bez výčitek Cenu Akademie věd a Cenu Josefa Pekaře. Monografie Lidice. Zrození symbolu byla vybrána do celonárodního hodnocení výzkumných organizací Rady pro výzkum, vývoj a inovace Pilíř II, jako excelentní výsledek (významná publikace) Historického ústavu AV ČR  za léta 2011–2015.

### Kauza Lidice
Roku 2015 publikoval v knize Lidice. Zrození symbolu zjištění, že v seznamu lidických obětí chybí jméno židovské dívky Štěpánky Mikešové, kterou měla podle poválečného hlášení udat Alžběta Doležalová, jedna z přeživších lidických žen. S odstupem několika let (2019) tato zjištění vyvolala kauzu, kdy se po reportáži ČT V předvečer tragédie proti historickým zjištěním ohradila lidická pobočka Českého svazu bojovníků za svobodu, prezentovaná Janou Bobošíkovou, a starostka Lidic Veronika Kellerová. Vzniklý spor nakonec vedl k rezignaci tehdejší ředitelky Památníku Lidice Martiny Lehmannové. Postavila se za ni významná část zaměstnanců památníku, která spolu s Lehmannovou také instituci opustila. Relevanci historických dokumentů opakovaně v médiích hájil také Kyncl, který reagoval též na polemiku archiváře Vojtěcha Šustka. Poprvé se Šustek k tématu vymezil ve stati Nepravdivé obvinění z udavačství lidické ženy Alžběty Doležalové, na kterou v následujícím ročníku Slánského obzoru reagoval též Kyncl. Ten později k tématu publikoval ještě studii Zapomenut je ten, jehož jméno je zapomenuto. Židovská oběť z Lidic Štěpánka Mikešová. Kauzu zaznamenala nejen domácí, ale také světová média, která se postavila na stranu svobodného bádání a prezentace výsledků bez politického vlivu.

### Ocenění
- 2007 – Cena dr. Edvarda Beneše za nejlepší diplomovou práci
- 2007 – Cena děkana Filozofické fakulty Jihočeské univerzity za nejlepší magisterskou práci
- 2010 – Gloria Musealis v kategorii Počin roku 2010 za expozici NKP Ležáky (spoluautor)
- 2012 – Musaionfilm (Muzeum J. A. Komenského Uherský Brod), Cena poroty za film „Nehodni žití“ – součást Památníku Lety (spoluautor)
- 2013 – prémie Otto Wichterleho[20]
- 2013 – Cena Akademie věd ČR pro mladé vědecké pracovníky za knihu Bez výčitek[21]
- 2013 – Cena Josefa Pekaře (Sdružení historiků České republiky a Pekařova společnost Českého ráje) za knihu Bez výčitek[5]